# USS Manchester (CL-83)
USS Manchester (CL-83) là một tàu tuần dương hạng nhẹ thuộc lớp Cleveland của Hải quân Hoa Kỳ được hoàn tất ngay sau Chiến tranh Thế giới thứ hai. Nó là chiếc tàu chiến đầu tiên của Hải quân Mỹ được đặt cái tên này, theo tên thành phố Manchester thuộc tiểu bang New Hampshire. Con tàu được cho nhập biên chế quá trễ để có thể tham gia vào Thế Chiến II, nhưng đã hoạt động tích cực trong cuộc Chiến tranh Triều Tiên và được tặng thưởng chín Ngôi sao Chiến trận trong quá trình phục vụ tại đây. Manchester được cho ngừng hoạt động vào năm 1956 và bị tháo dỡ vào năm 1960.

## Thiết kế và chế tạo

### Thiết kế
Lớp Cleveland được thiết kế nhằm mục đích gia tăng tầm xa hoạt động, tăng cường hỏa lực phòng không và sự bảo vệ chống ngư lôi so với các tàu tuần dương Hoa Kỳ trước đây. Cho dù kém hơn ba nòng pháo 6-inch so với những chiếc lớp Brooklyn dẫn trước, hệ thống kiểm soát hỏa lực mới và tiên tiến hơn giúp cho lớp Cleveland có được ưu thế về hỏa lực trong chiến đấu thực tế. Tuy nhiên việc tăng cường thêm dàn hỏa lực phòng không hạng nhẹ cho đến cuối Thế Chiến II khiến các con tàu bị nặng đầu đáng kể.

### Chế tạo
Manchester được đặt lườn vào ngày 25 tháng 9 năm 1944 tại Xưởng tàu Fore River của hãng Bethlehem Steel tại Quincy, Massachusetts. Nó được hạ thủy vào ngày 5 tháng 3 năm 1946, được đỡ đầu bởi bà Ernest J. Gladu, và được cho nhập biên chế vào ngày 29 tháng 10 năm 1946 dưới quyền chỉ huy của hạm trưởng, Đại tá Hải quân Peter G. Hale.

## Lịch sử hoạt động

### Địa Trung Hải (1947-1949)

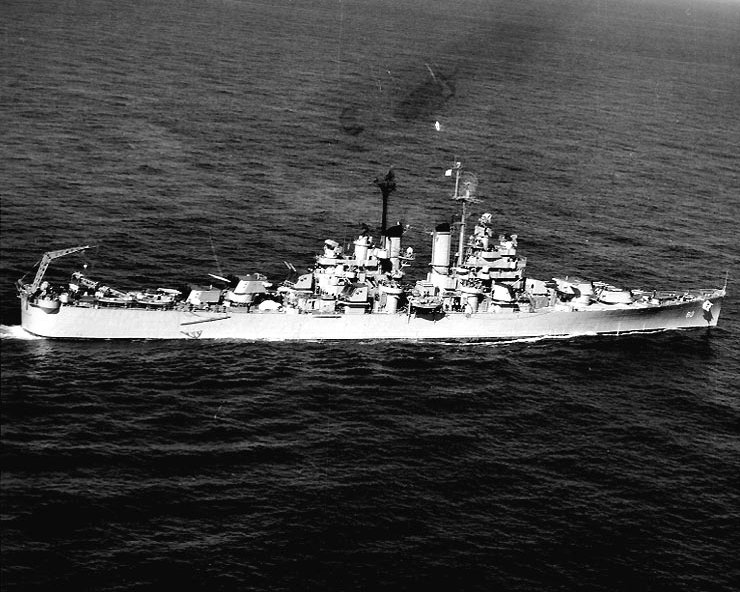
Tàu tuần dương USS Manchester (CL-83), ảnh chụp từ máy bay của tàu sân bay Philippine Sea đang khi hoạt động tại Địa Trung Hải, ngày 9 tháng 3 năm 1948.

Manchester hoàn tất chuyến đi chạy thử máy tại vùng biển Caribbe và quay trở về cảng nhà của nó là Boston vào ngày 26 tháng 3 năm 1947. Tại đây nó được trang bị một tấm phủ cầu tàu bằng nhựa để thử nghiệm trong chuyến đi vượt Đại Tây Dương. Vào ngày 18 tháng 4, nó lên đường đi Địa Trung Hải thể hiện sự hỗ trợ cụ thể cho Học thuyết Truman đề ra vào ngày 12 tháng 3. Quay trở lại khu vực bờ Đông trong hai tuần của tháng 6, nó thực hiện chuyến đi huấn luyện cho lực lượng Hải quân Dự bị ngoài khơi Newport, Rhodes Island. Thực hiện một chuyến đi khác đến Địa Trung Hải vào ngày 25 tháng 6, nó quay trở về Boston vào ngày 30 tháng 11.
Manchester còn hoàn tất hai đợt bố trí khác cùng Đệ Lục hạm đội từ ngày 9 tháng 2 đến ngày 26 tháng 6 năm 1948và từ ngày 3 tháng 1 đến ngày 4 tháng 3 năm 1949; trước khi khởi hành từ Philadelphia vào ngày 18 tháng 3 được điều sang Hạm đội Thái Bình Dương.

### Viễn Đông (1949)
Manchester đi đến Long Beach vào ngày 3 tháng 4, và lại khởi hành hai tuần sau đó do những biến động chính trị nổ ra tại Viễn Đông, đi đến cảng Thanh Đảo, Trung Quốc vào ngày 15 tháng 5. Chiếc tàu tuần dương hoạt động tại Hoàng Hải, biển Hoa Đông và biển Nam Trung Quốc cho đến khi quay trở về Long Beach vào ngày 28 tháng 11.
Trong thời gian này, lực lượng Quốc Dân Đảng chịu đựng những thất bại nặng nề và bắt đầu phải rút lui về đảo Đài Loan vào ngày 16 tháng 7; nước Cộng hòa Nhân dân Trung Hoa được công bố tại Bắc Kinh vào ngày 1 tháng 10 năm 1949. Sự thành công của phe Cộng sản tại Trung Quốc thúc đẩy các phong trào cộng sản Á Châu khác; và vào ngày 25 tháng 6 năm 1950, các nhà lãnh đạo của Cộng hòa Dân chủ Nhân dân Triều Tiên ra lệnh cho lực lượng của họ vượt qua vĩ tuyến 38 tiến vào lãnh thổ của Đại Hàn Dân quốc. Liên Hợp Quốc nhanh chóng lên án CHDCND Triều Tiên là kẻ xâm lược, và qua Nghị quyết 83 của Hội đồng Bảo An Liên Hợp Quốc ngày 26-27 tháng 6, kêu gọi các nước thành viên đẩy lùi cuộc xâm lược.

### Chiến tranh Triều Tiên (1950-1953)

#### 1950
Vào lúc này Manchester đang trải qua đợt đại tu tại San Francisco. Công việc được đẩy nhanh hơn, và vào ngày 1 tháng 8 chiếc tàu tuần dương lại lên đường hướng sang khu vực Tây Thái Bình Dương. Nó đến Sasebo, Nhật Bản vào đầu tháng 9 để gia nhập Lực lượng Đặc nhiệm 77. Trong thành phần một đội đặc nhiệm tàu sân bay, nó tiến hành các hoạt động tại Hoàng Hải, hỗ trợ cho các chiến dịch không kích của lực lượng Liên Hợp Quốc xuống các tuyến đường giao thông của phe Cộng sản qua các hoạt động tuần tra, phong tỏa và bắn phá. Vào ngày 15 tháng 9, Manchester bắn pháo hỗ trợ cho cuộc đổ bộ Inchon; và sau khi xác lập được quyền kiểm soát tuyến đường liên lạc Inchon–Seoul, nó di chuyển lên phía Bắc bắn phá các điểm tập trung quân Cộng hòa Dân chủ Nhân dân Triều Tiên tại Tungsan Got, trong khi máy bay thuộc đội của nó ném bom ga đầu mối đường sắt Ongjin vào ngày 27 tháng 9. Hoạt động này đã làm chậm lại việc tăng cường lực lượng đối phương xuống phía Nam nhờ cắt đứt các tuyến liên lạc hậu cần và cầm chân lực lượng tại các khu vực phòng thủ.
Sau đó Manchester di chuyển cùng với đội đặc nhiệm của nó vòng qua bán đảo Triều Tiên để hỗ trợ việc tấn công Wonsan. Đến nơi vào ngày 10 tháng 10, nó tiến hành bắn phá bờ biển và tuần tra hỗ trợ cho các chiến dịch quét mìn tại khu vực, trong khi máy bay của Lực lượng Đặc nhiệm 77 tiến hành không kích tàu bè Triều Tiên, các tuyến đường giao thông, đường sắt và kho tiếp liệu về phía Bắc đến tận Songjin. Lực lượng Liên Hợp Quốc chẳng mấy chốc tiến được đến sông Áp Lục; và vì cho rằng các cuộc chiến đấu ác liệt sẽ nhanh chóng qua đi, Manchester được điều về Lực lượng Đặc nhiệm 72 vào ngày 29 tháng 10 với nhiệm vụ tuần tra eo biển Đài Loan. Nhiệm vụ tuần tra này nhanh chóng kết thúc sau đó do sự can thiệp toàn diện của Chí nguyện quân Trung Quốc tại Triều Tiên. Ngày 3 tháng 12, chiếc tàu tuần dương tái gia nhập Lực lượng Đặc nhiệm 77 và di chuyển đến Hungnam hỗ trợ cho việc triệt thoái toàn diện khỏi cảng này và phá hủy các cơ sở thiết bị tại đây. Sau khi hoàn thành nhiệm vụ, lực lượng đặc nhiệm tiếp tục giúp vào việc phòng thủ các đơn vị Liên Hợp Quốc, giúp họ rút lui an toàn khỏi các vị trí bị đe dọa.

#### 1951

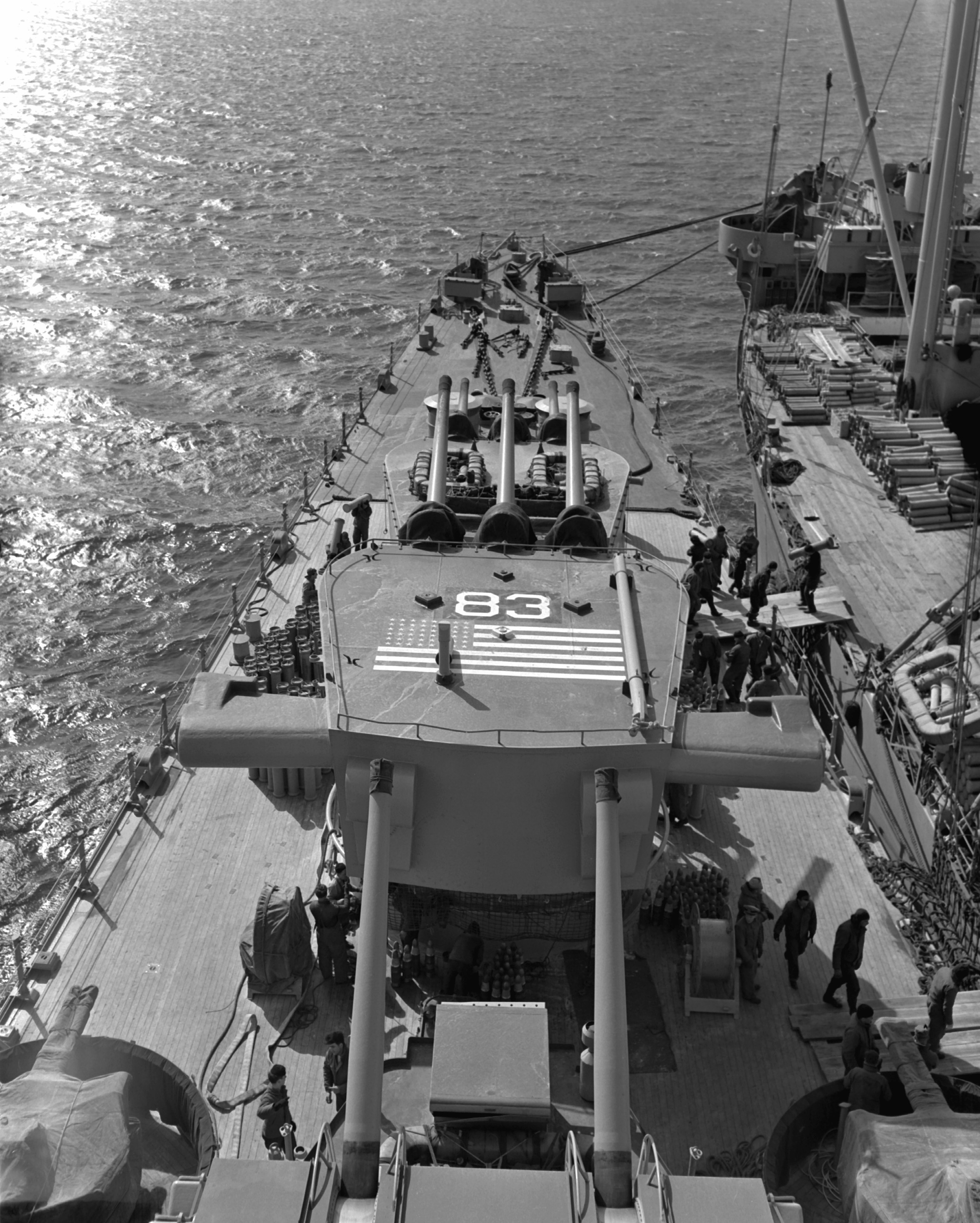
USS Manchester cặp theo tàu tiếp tế đạn dược Mount Katmai trong cảng Wonsan, Triều Tiên, ngày 3 tháng 5 năm 1951.

Ngày 8 tháng 1 năm 1951, Manchester đã giúp vào việc di tản những người bị thương trong thủy thủ đoàn của tàu corvette (tàu hộ tống nhỏ) Thái Lan HTMS Prasae bị mắc cạn vào ngày hôm trước phía sau phòng tuyến đối phương gần Kisamon Tan tại bờ biển phía Đông. Hỏa lực pháo đã ngăn chặn đối phương tiếp cận con tàu, cho đến khi con tàu bị xem là không thể cứu vớt; những người còn lại được cho triệt thoái bằng máy bay trực thăng của chiếc tàu tuần dương, và chiếc Prasae bị phá hủy bởi hỏa lực của các tàu khu trục đi kèm.
Trong một tháng rưỡi tiếp theo, Manchester tuần tra dọc theo bờ biển phía Đông Triều Tiên, bắn phá các mục tiêu dọc theo bờ biển và sâu trong đất liền, bao gồm các trung tâm liên lạc và vận chuyển, phá hủy thiết bị và điểm tập trung quân đối phương. Vào ngày 22 tháng 2, nó di chuyển đến Wonsan góp phần hỏa lực vào việc bao vây và phong tỏa cảng này vốn đã được tiến hành năm ngày trước đó. Chiếc tàu tuần dương tiếp tục hoạt động bắn phá dọc bờ biển phía Đông Bắc chủ yếu nhắm vào Wonsan và Songjin cho đến hết lượt phục vụ đầu tiên của nó tại Triều Tiên.
Ngày 1 tháng 6, Manchester rời vùng biển Triều Tiên hướng sang Yokosuka trên đường quay trở về Hoa Kỳ, về đến Long Beach, California vào ngày 15 tháng 6. Sau khi trải qua năm tháng tại vùng biển nhà, chiếc tàu tuần dương lại lên đường đi sang Viễn Đông vào ngày 5 tháng 11. Nó đi đến vùng chiến sự vào ngày 8 tháng 12 và nhận nhiệm vụ như là soái hạm của Lực lượng Đặc nhiệm 95, một đơn vị hải quân phong tỏa và hộ tống của Liên Hợp Quốc.

#### 1952

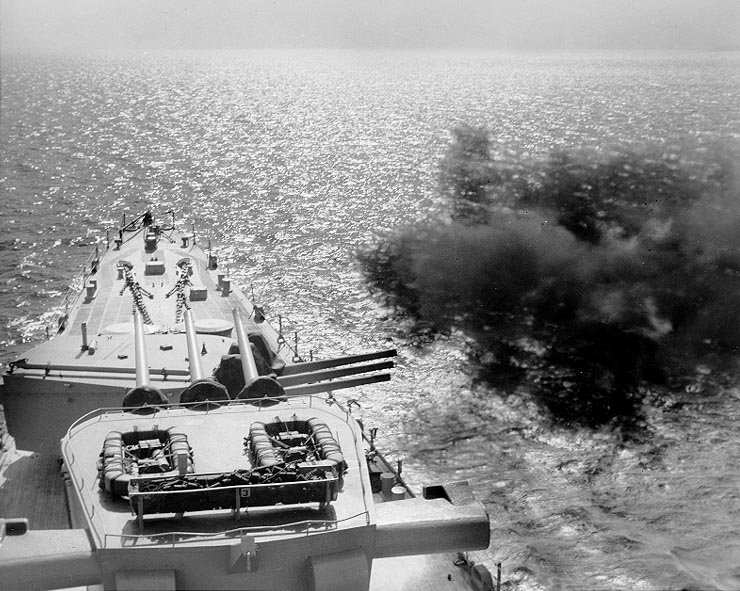
USS Manchester (CL-83) đang phản pháo lại các khẩu đội bờ biển đối phương bằng các khẩu pháo 6 inch/47 phía trước đang khi hoạt động ngoài khơi bờ Đông của Cộng hòa Dân chủ Nhân dân Triều Tiên, tháng 3 năm 1953.

Vào lúc này đặc tính của cuộc xung đột đã thay đổi từ những hoạt động nhanh, mạnh mẽ sang kiểu kiên trì bằng cách phá hoại có hệ thống nhân lực và thiết bị của đối phương. Nhầm mục đích này, Lực lượng Đặc nhiệm 95 duy trì việc phong tỏa dọc theo bờ biển Triều Tiên và bắn phá các tuyến đường vận chuyển chủ yếu của cộng sản, vốn do địa hình núi non phải cặp theo các đồng bằng ven biển hẹp. Manchester tuần tra dọc theo bán đảo Triều Tiên, bắn phá các mục tiêu quân sự tại các khu vực như Chinnamp’o, Chongjin, Tong’Cho-Ri, cũng như thường xuyên quay lại Hungnam, Songjin và Wonsan góp phần tàn phá các vị trí chật hẹp do đối phương chiếm giữ này. Song song đó, máy bay trực thăng của nó giúp vào việc giải cứu các phi công bị bắn rơi ngoài biển hay sâu trong đất liền phía sau phòng tuyến đối phương; nhân viên y tế của chiếc tàu tuần dương cũng chữa trị những người ốm và bị thương của lực lượng Liên Hợp Quốc.
Ngày 14 tháng 5 năm 1952, Manchester hoàn tất lượt hoạt động thứ hai tại Triều Tiên và rời khỏi khu vực chiến sự. Nó về đến Long Beach vào ngày 29 tháng 5, rồi lại lên đường hai tuần sau đó để được đại tu và sửa chữa tại San Francisco. Trong giai đoạn từ ngày 12 tháng 7 năm 1951 đến ngày 29 tháng 5 năm 1952, chiếc tàu tuần dương được đặt dưới quyền chỉ huy của Đại tá Hải quân Laurence Hugh Frost, người sau này sẽ đứng đầu Cơ quan An ninh Quốc gia dưới thời Tổng thống John F. Kennedy.

#### 1953
Vào đầu năm 1953, các cuộc đàm phán ngừng bắn giữa hai bên vẫn chưa mang lại kết quả kể từ khi bắt đầu tại Kaesong vào ngày 10 tháng 7 năm 1951, vốn sau đó được chuyển đến Bàn Môn Điếm. Xung đột vẫn tiếp diễn, và Manchester lại khởi hành vào ngày 25 tháng 1 cho lượt bố trí hoạt động thứ ba tại vùng biển Triều Tiên. Vào ngày 4 tháng 3, nó gia nhập Lực lượng Đặc nhiệm 77 ngoài khơi bờ Đông của bán đảo, rồi đến ngày 8 tháng 3 nó quay trở lại khu vực Wonsan tiếp tục nhiệm vụ bắn phá. Nó thường xuyên quay trở lại tấn công thành phố bị bao vây này, cũng như tuần tra dọc theo khu vực chiến sự và bắn pháo hỗ trợ cho lực lượng Liên Hợp Quốc ở đầu phía Đông của chiến tuyến.
Ngày 23 tháng 7, Manchester rời vùng biển Triều Tiên đi Yokosuka. Đến ngày 27 tháng 7, Thỏa thuận Ngừng bắn Triều Tiên được ký kết tại Bàn Môn Điếm và cuộc xung đột kết thúc. Chiếc tàu tuần dương lên đường quay trở về Hoa Kỳ vào ngày 28 tháng 7, trải qua ba lượt phục vụ trong suốt cuộc chiến tranh mà không bị hư hại nghiêm trọng nào trong tác chiến.

### Thái Bình Dương (1954-1956)
Trong những năm 1954-1955, chiếc tàu tuần dương còn được bố trí hoạt động hai đợt, mỗi đợt kéo dài sáu tháng, cùng với Đệ Thất hạm đội tại khu vực Tây Thái Bình Dương. Trong chuyến đi quay trở về nhà sau cùng, nó tham gia Chiến dịch "Glory" (Vinh Quang), đưa trở về Hawaii hài cốt của 50 binh lính Mỹ tử trận trong Chiến tranh Triều Tiên không nhận diện được. Rời Yokosuka ngày 20 tháng 1 năm 1956, nó dừng lại Trân Châu Cảng cho các nghi lễ, rồi tiếp tục đi Long Beach, đến nơi vào ngày 5 tháng 2. Đến cuối tháng, nó đi đến San Francisco, nơi nó được đưa về Hạm đội Dự bị Thái Bình Dương vào ngày 27 tháng 2 và được cho ngừng hoạt động vào ngày 27 tháng 6 năm 1956. Được cho rút khỏi danh sách Đăng bạ Hải quân vào ngày 1 tháng 4 năm 1960, Manchester bị bán cho hãng Nicolai Joffe Corp vào ngày 31 tháng 10 năm 1960 để tháo dỡ.

## Phần thưởng
Manchester được tặng thưởng chín Ngôi sao Chiến trận do thành tích phục vụ trong Chiến tranh Triều Tiên.
|  |  |                                                                     |
|  |  |                                                                     |
|  |  | Silver star · Bronze star · Bronze star · Bronze star · Bronze star |
|  |  |                                                                     |

| Dãi băng Hoạt động Tác chiến                  |                                              |                                                          |
| Huân chương Phục vụ Trung Hoa                 | Huân chương Chiến thắng Thế Chiến II         | Huân chương Phục vụ Chiếm đóng Hải quân (Nhật Bản)       |
| Huân chương Phục vụ Chiếm đóng Hải quân (Đức) | Huân chương Phục vụ Phòng vệ Quốc gia        | Huân chương Phục vụ Triều Tiên với 9 Ngôi sao Chiến trận |
| Đơn vị Tuyên dương Tổng thống (Hàn Quốc)      | Huân chương Liên Hợp Quốc Phục vụ Triều Tiên | Huân chương Phục vụ Chiến tranh Triều Tiên (Hàn Quốc)    |